# Dirección General de Seguridad
La Dirección General de Seguridad (DGS, Direction générale de Sécurité) est un organisme espagnol, relevant du ministère de l'Intérieur, et responsable de la politique d'ordre public sur tout le territoire espagnol.
Créé officiellement en 1886, il est baptisé brièvement Dirección General de Orden Público (Direction Générale de l'ordre public) entre 1921 et 1923, date à laquelle sa dénomination finale est adoptée. Après la guerre d'Espagne, la DGS accroît ses pouvoirs durant la dictature de Franco, devenant l'un des principaux outils de répression du régime.
La DGS est supprimée en 1979, remplacée par la Dirección General de la Policía (es).

## Histoire
Son origine remonte au 24 mars 1858. À cette date, sous le règne d'Isabelle II, un organisme intitulé « Direction générale de la Sécurité et de l'ordre public » est créé, Manuel Ruiz del Cerro en prenant la tête. Mais cette Direction est dissoute en octobre de la même année.
En 1886, une entité similaire (« Direction générale de Sécurité ») est créée : dépendante du ministère de l'Intérieur, elle doit centraliser tous les services de police et les autres services de sécurité existants,. Son premier directeur est Antonio Dabán y Ramírez de Arellano. Là encore, cette administration est supprimée peu après sa création, en 1888. Recréé toutefois fin 1912, le service est au cœur désormais la majeure partie des politiques gouvernementales concernant l'ordre public.
Entre juin 1921 et novembre 1923, l'organisme est rebaptisé passagèrement « Direction générale de l'ordre public ».

### Guerre civile
Au début de la guerre civile, la DGS est sous le contrôle du gouvernement républicain, mais est impuissante à empêcher les violences de son propre camp (sacas de presos, paseos (es), checas...). Malgré son horreur de la situation, le directeur en juillet 1936 José Alonso Mallol ne peut empêcher les exécutions sommaires, d'autant que les différents groupes (anarchistes et autres factions) commettant ces crimes puisent directement dans les dossiers et archives appartenant au ministère de l'Intérieur, dont ils se sont emparés dans les premiers jours de la guerre.
À la fin du mois, Mallol est remplacé par Manuel Muñoz Martínez, qui est confronté aux mêmes difficultés ; Muñoz Martínez est même considéré comme coupable de passivité (voire de complicité) dans les massacres de la prison de Madrid (es) et de Paracuellos. L'hispaniste Ian Gibson tempère toutefois la responsabilité de Muñoz Martínez sur ce dernier point ; les massacres de Paracuellos se sont déroulés durant les premières semaines de la bataille de Madrid, et, selon Gibson :

« Manuel Muñoz Martínez, directeur général de la sécurité, avait quitté Madrid dans la nuit du 6 novembre, ses fonctions étant assumées par le directeur adjoint, Vicente Girauta Linares. Lorsque le gouvernement est parti pour Valence, la Direction générale de la sécurité, en tant que telle, a pratiquement disparu en tant qu'entité de police de Madrid et, dès lors, toutes ses troupes, ses services, etc., sont devenus dépendants du service de l'ordre public du Conseil. la défense... »

— Gibson, Paracuellos: cómo fue
Après les journées de mai 1937 à Barcelone, la DGS, sous les ordres de Ricardo Burillo, responsable de la Sécurité à Barcelone, prend en charge la répression envers les groupes insurgés, en particulier ceux du POUM.

### Dictature franquiste
Après la fin de la guerre civile et l'établissement au pouvoir de Francisco Franco, celui-ci fait réorganiser en profondeur la DGS, lui attribuant des pouvoirs supplémentaires en mettant sous son contrôle direct d'autres services précédemment indépendants. La politique menée envers les républicains défaits, loin de favoriser la réconciliation nationale, prône au contraire le principe de la « victoire sur les vaincus », et une nouvelle loi définit cette ligne de conduite qu'applique désormais la DGS.
José Ungría Jiménez, chef des services secrets franquistes durant la guerre, est nommé à la tête de la DGS juste après la guerre, puis est remplacé par le phalangiste José Finat y Escrivá de Romaní. Celui-ci se distingue par sa répression sévère, invitant Heinrich Himmler à Madrid pour élaborer une collaboration entre la DGS et la Gestapo. Sa dernière décision à la tête du service est de mettre en place les Archives Juives (es), visant à signaler et contrôler l'ensemble des membres de la communauté juive espagnole, soit environ 6 000 personnes.
La défaite de la France et son occupation par l'armée allemande permet à la DGS de mettre en place un réseau d'agents pour persécuter et arrêter les républicains en exil (l'un de ses agents les plus importants est Pedro Urraca Rendueles (es), qui sera condamné à mort en France après la Libération). Ayant l'appui des autorités de Vichy (pour la zone libre) et de la Gestapo (pour la zone occupée), les réseaux franquistes peuvent récupérer, juger et exécuter de nombreuses personnalités de la République déchue, à l'instar de des anciens ministres Julián Zugazagoitia et Joan Peiró, du président de la principauté de Catalogne Lluís Companys, ou de l'ancien dirigeant de la DGS Manuel Muñoz Martínez.
Le siège de la DGS est alors situé à la maison royale de la Poste de la Puerta del Sol, où siègent également le Cuerpo General de Policía (es) (Corps de Police général) et la Brigada Político-Social. Ce bâtiment est dès lors réputé pour être un centre de torture où sont interrogés Companys, le dirigeant communiste Julián Grimau ou le leader socialiste Tomás Centeno (es) (qui meurt dans les bureaux de la DGS). La répression est particulièrement forte durant le mandat de Carlos Arias Navarro (futur président du gouvernement), sous le ministère de Camilo Alonso Vega. 
Dans les années 1960, le Directorio Revolucionario Ibérico de Liberación (es) (DRIL) revendique le dépôt d'une bombe au siège de la DGS. Cela précipite un rapprochement entre, le régime franquiste et celui de Salazar au Portugal : Alonso Vega et Arias Navarro sont invités par leurs homologues portugais pour lutter ensemble contre l'émigration portugaise clandestine vers la France, présentée comme une voie de prédilection pour les éléments antisalazaristes et antifranquistes. Toutefois, après l'assassinat sur le territoire espagnol du général portugais Humberto Delgado par les services du PIDE salazaristes, en 1965, les relations entre le PIDE et la DGS se délitent, le PIDE refusant de reconnaître cette exécution sommaire et tentant de faire passer cela pour un acte des communistes auprès de leur homologue espagnol. Dès lors, la lutte contre l'émigration portugaise n'est plus soutenue par la DGS.
Le 13 septembre 1974, l'organisation ETA politico-militaire planifie un attentat visant la cafétaria Rolando (es), voisine de la Real Casa de Correos. Les cibles de l'attentat sont les nombreux policiers du siège, qui fréquentent l'établissement ; toutefois, des treize victimes que fait la bombe, seule l'une d'elles est identifiée comme policier. ETA ne revendique pas l'attentat.

### Transition démocratique
Après la mort de Franco en 1975, et le début de la Transition démocratique espagnole, le fonctionnement de la DGS est revu en 1978 pour s'adapter à la nouvelle situation. L'organisation est toutefois dissoute l'année suivante, et remplacée par la Dirección General de la Policía (es).

## Directeurs de la DGS
| Période                                                    | Nom                                     | Parti / Origine   | Début de mandat   | Fin de mandat     |
| ---------------------------------------------------------- | --------------------------------------- | ----------------- | ----------------- | ----------------- |
| Règne d'Alphonse XIII                                      | Antonio Dabán y Ramírez de Arellano     | Militaire         | 1886              | 1888              |
| L'organisation est supprimée en 1888 puis recrée fin 1912. |                                         |                   |                   |                   |
| Règne d'Alphonse XIII                                      | Ramón Méndez Alanís                     |                   | 27 novembre 1912  | 5 janvier 1916    |
| Règne d'Alphonse XIII                                      | Manuel de la Barrera y Caro             | Militaire         | 5 janvier 1916    | 18 avril 1919     |
| Règne d'Alphonse XIII                                      | Fernando de Torres Almunia              | Conservateur      | 18 avril 1919     | 20 avril 1921     |
| Règne d'Alphonse XIII                                      | Millán Millán de Priego y Bedmar        |                   | 20 avril 1921     | 8 décembre 1922   |
| Règne d'Alphonse XIII                                      | Carlos Blanco Pérez                     | Militaire         | 8 décembre 1922   | 27 septembre 1923 |
| Règne d'Alphonse XIII                                      | Miguel Arlegui Bayonés                  | Militaire         | 27 septembre 1923 | 29 janvier 1924   |
| Règne d'Alphonse XIII                                      | José González Hernández                 | Militaire         | 29 janvier 1924   | 12 avril 1925     |
| Règne d'Alphonse XIII                                      | Pedro Bazán Esteban                     | Militaire         | 12 avril 1925     | 13 février 1930   |
| Règne d'Alphonse XIII                                      | Emilio Mola                             | Militaire         | 13 février 1930   | 15 avril 1931     |
| Seconde République                                         | Carlos Blanco Pérez                     | Militaire         | 15 avril 1931     | 14 mai 1931       |
| Seconde République                                         | Ángel Galarza Gago                      | PPRS              | 14 mai 1931       | 18 décembre 1931  |
| Seconde République                                         | Ricardo Herráiz Esteve                  |                   | 18 décembre 1931  | 4 mars 1932       |
| Seconde République                                         | Arturo Menéndez López                   | Militaire         | 4 mars 1932       | 6 mars 1933       |
| Seconde République                                         | Manuel Andrés Casaus                    | AR                | 6 mars 1933       | 14 septembre 1933 |
| Seconde République                                         | José Valdivia y Garci-Borrón            | Militaire         | 14 septembre 1933 | 1er juin 1935     |
| Seconde République                                         | José Gardoqui Urdanibia                 | Militaire         | 1er juin 1935     | 19 décembre 1935  |
| Seconde République                                         | Vicente Santiago Hodsson                | Militaire         | 19 décembre 1935  | 22 février 1936   |
| Seconde République                                         | José Alonso Mallol                      | IR                | 22 février 1936   | 31 juillet 1936   |
| Seconde République                                         | Manuel Muñoz Martínez                   | IR                | 31 juillet 1936   | 31 décembre 1936  |
| Seconde République                                         | Wenceslao Carrillo Alonso-Forjador (es) | PSOE              | 31 décembre 1936  | 20 mai 1937       |
| Seconde République                                         | Antonio Ortega Gutiérrez                | Militaire         | 20 mai 1937       | 18 juillet 1937   |
| Seconde République                                         | Carlos de Juan Rodríguez                | PSOE              | 18 juillet 1937   | 1er avril 1938    |
| Seconde République                                         | Paulino Gómez Saiz                      | PSOE              | 1er avril 1938    | 10 avril 1938     |
| Seconde République                                         | Juan Ruiz Olazarán                      | PSOE              | 10 avril 1938     | 17 avril 1938     |
| Seconde République                                         | Eduardo Cuevas de la Peña               | Militaire         | 17 avril 1938     | 13 mars 1939      |
| Seconde République                                         | Vicente Girauta Linares                 | PSOE              | 13 mars 1939      | 29 mars 1939      |
| Espagne franquiste                                         | José Ungría Jiménez                     | Militaire         | 5 janvier 1939    | 26 septembre 1939 |
| Espagne franquiste                                         | José Finat y Escrivá de Romaní          | FET y de las JONS | 26 septembre 1939 | 10 mai 1941       |
| Espagne franquiste                                         | Gerardo Caballero Olabézar              | Militaire         | 10 mai 1941       | 30 juin 1942      |
| Espagne franquiste                                         | Francisco Rodríguez Martínez            | Militaire         | 30 juin 1942      | 27 juillet 1951   |
| Espagne franquiste                                         | Rafael Hierro Martínez                  | Militaire         | 27 juillet 1951   | 25 juin 1957      |
| Espagne franquiste                                         | Carlos Arias Navarro                    | FET y de las JONS | 25 juin 1957      | 5 février 1965    |
| Espagne franquiste                                         | Mariano Tortosa Sobejano                | Militaire         | 5 février 1965    | 1er novembre 1965 |
| Espagne franquiste                                         | Eduardo Blanco Rodríguez                | Militaire         | 1er novembre 1965 | 1er février 1974  |
| Espagne franquiste                                         | Francisco Dueñas Gavilán                | Militaire         | 1er février 1974  | 12 décembre 1975  |
| Règne de Juan Carlos Ier                                   | Víctor Castro Sanmartín                 | Militaire         | 12 décembre 1975  | 23 juillet 1976   |
| Règne de Juan Carlos Ier                                   | Emilio Rodríguez Román                  | FET y de las JONS | 23 juillet 1976   | 23 décembre 1976  |
| Règne de Juan Carlos Ier                                   | Mariano Nicolás García                  | FET y de las JONS | 23 décembre 1976  | 10 mai 1979       |